# Michaił Romaszyn
Michaił Pietrowicz Romaszyn (ros. Михаил Петрович Ромашин, ur. 11 listopada?/24 listopada 1905 we wsi Kryłowka w guberni orłowskiej, zm. 9 września 1964 w Briańsku) – radziecki polityk i dowódca partyzancki, dowódca Brygady Partyzanckiej im. Szczorsa, Bohater Związku Radzieckiego (1942).

## Życiorys
Miał wykształcenie podstawowe, od 1928 w WKP(b), od 1930 pracował w kołchozowym budownictwie, od 1939 sekretarz rejonowego komitetu WKP(b) w Briańsku ds. kadr, zmobilizowany do Armii Czerwonej po ataku Niemiec na ZSRR, brał udział w walkach. Od jesieni 1941 dowódca oddziału partyzanckiego działającego w rejonie Briańska, do lipca 1942 wraz z oddziałem zniszczył pięć mostów kolejowych, stoczył trzy zwycięskie potyczki z policją i wykonał wiele wyroków śmierci; Niemcy wyznaczyli wysoką nagrodę za pomoc w jego schwytaniu. Uchwałą Prezydium Rady Najwyższej ZSRR z 1 września 1942 „za umiejętne dowodzenie oddziałem partyzanckim, wzorowe wykonywanie zadań bojowych dowodząc na froncie wojny z niemiecko-faszystowskimi najeźdźcami i wykazywanie przy tym męstwa i bohaterstwa” otrzymał tytuł Bohatera ZSRR. Od listopada 1942 do 1943 dowódca Brygady Partyzanckiej im. Szczorsa, od maja do grudnia 1943 przewodniczący Komitetu Wykonawczego Rady Obwodowej w Orle. Od grudnia 1943 do 1945 słuchacz Wyższej Szkoły Organizatorów Partyjnych przy KC WKP(b), od 1945 do października 1948 I sekretarz Koincowskiego Komitetu Miejskiego WKP(b) (obwód briański), od października 1948 do lipca 1950 przewodniczący Rady Obwodowej Związków Zawodowych w Briańsku. Od lipca 1950 do 1951 przewodniczący Komitetu Wykonawczego Rady Obwodowej w Briańsku, w latach 1951-1952 słuchacz kursów sekretarzy komitetów obwodowych i przewodniczący obwodowych komitetów wykonawczych przy KC WKP(b), 1952-1953 przewodniczący Rady ds. Kołchozów przy Radzie Ministrów ZSRR w obwodzie królewieckim, 1953-1961 kierownik wydziału organów administracyjnych i finansowo-handlowych Komitetu Obwodowego KPZR w Królewcu, od sierpnia 1961 na emeryturze. Jego imieniem nazwano ulicę w Briańsku.

## Odznaczenia
- Złota Gwiazda Bohatera Związku Radzieckiego (1 września 1942)[1]
- Order Lenina (1 września 1942)
- Order Czerwonego Sztandaru
- Order Wojny Ojczyźnianej I klasy
- Medal Partyzantowi Wojny Ojczyźnianej I klasy
- Medal „Za zwycięstwo nad Niemcami w Wielkiej Wojnie Ojczyźnianej 1941–1945”
- Medal „Za ofiarną pracę w Wielkiej Wojnie Ojczyźnianej 1941–1945”